# Porompat
Porompat là một thị trấn thống kê (census town) của quận Imphal East thuộc bang Manipur, Ấn Độ.

## Nhân khẩu
Theo điều tra dân số năm 2001 của Ấn Độ, Porompat có dân số 5163 người. Phái nam chiếm 49% tổng số dân và phái nữ chiếm 51%. Porompat có tỷ lệ 71% biết đọc biết viết, cao hơn tỷ lệ trung bình toàn quốc là 59,5%: tỷ lệ cho phái nam là 80%, và tỷ lệ cho phái nữ là 61%. Tại Porompat, 12% dân số nhỏ hơn 6 tuổi.